# 野田靖博
野田 靖博（のだ やすひろ、1959年12月29日 - ）は、静岡放送（SBS）の社員。以前は、男性アナウンサー兼アナウンス部部長。

## 来歴・人物
兵庫県西宮市出身。血液型はAB型。
近畿大学理工学部経営工学科卒業後、1982年にSBSに入社。
アナウンサーになったきっかけは、地元で聴いていた「FMリクエストアワー神戸」で、アナウンサーという職業と共通語に興味を持ったことから。中学時代から大学時代まで、一貫して放送研究会に所属していた。

## 出演番組

### 現在
- NTTドコモ インフォマーシャル

### 過去
SBSテレビ
- Soleいいね!（1999年4月5日 - 2005年9月30日・2010年10月4日 - 2013年3月26日）
- とく報!4時ら（2005年10月3日 - 2009年3月20日）
- SBSテレビ夕刊（出演時期不明）
- HotHitジョッキー[1]
- 静岡発そこ知り（ナレーション）
- ザ・ベストテン (SBS追っかけマン)
- 静岡新聞ニュース

SBSラジオ
- SBS歌謡ベストテン[1]
- オレンジ通り三丁目[1]
- 元気爆発!パノラマワイド
- うわさのワイド
- 静岡新聞ニュース